# Hu Ning
Hu Ning (chinesisch 胡宁; * 21. Oktober 1972) ist eine chinesische Badmintonspielerin. 

## Karriere
Hu Ning wurde bei den chinesischen Nationalspielen 1993 Zweite im Dameneinzel. Im gleichen Jahr wurde sie Dritte bei den China Open. In den Jahren 1991, 1993 und 1995 nahm sie an den Weltmeisterschaften teil und erreichte mit Platz neun 1993 und 1995 ihre besten Resultate.

## Sportliche Erfolge
| Saison | Veranstaltung              | Disziplin   | Platz | Name    |
| ------ | -------------------------- | ----------- | ----- | ------- |
| 1991   | Weltmeisterschaft          | Dameneinzel | 65    | Hu Ning |
| 1993   | Chinesische Nationalspiele | Dameneinzel | 2     | Hu Ning |
| 1993   | China Open                 | Dameneinzel | 3     | Hu Ning |
| 1993   | Weltmeisterschaft          | Dameneinzel | 9     | Hu Ning |
| 1994   | Brunei Open                | Dameneinzel | 2     | Hu Ning |
| 1995   | Weltmeisterschaft          | Dameneinzel | 9     | Hu Ning |